# Autostrada A1 (România)

Starea autostrăzilor și a drumurilor expres în România (decembrie 2023)

Autostrada A1 este o autostradă din România, parte a Coridorului IV pan-european de transport, aflată în construcție, din care sunt funcționale trei segmente: unul de 140 km care leagă Bucureștiul, capitala României, de Curtea de Argeș; un alt segment de circa 191 km care pornește din valea Oltului la Boița, ocolește orașul Sibiu pe la est și nord (între localitățile Șelimbăr și Șura Mică) și merge mai departe până în dreptul localității Holdea, ocolind orașele Sebeș, Orăștie și Deva și tronsonul Margina–Nădlac, de 167 km. Autostrada A1 a fost prima construită în România, în perioada 1967–1972 și refăcută în 2000, cu noi segmente adăugate între anii 2007 și 2024.
La finalul lucrărilor autostrada urmează să lege Bucureștiul de Pitești, Sibiu, Sebeș, Deva, Lugoj, Timișoara, Arad și Nădlac, făcând legătura cu autostrada M43 din Ungaria, spre Seghedin. În prezent se execută lucrări pe segmentele Holdea–Margina, Curtea de Argeș–Tigveni, Tigveni–Cornet și Cornet–Boița.

## Traseul funcțional

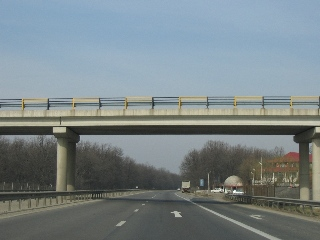
Autostrada A1 între București și Pitești

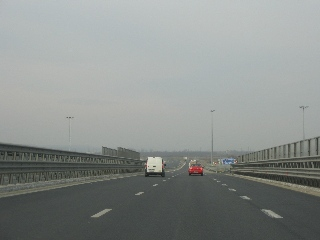
Autostrada A1 în apropiere de Pitești

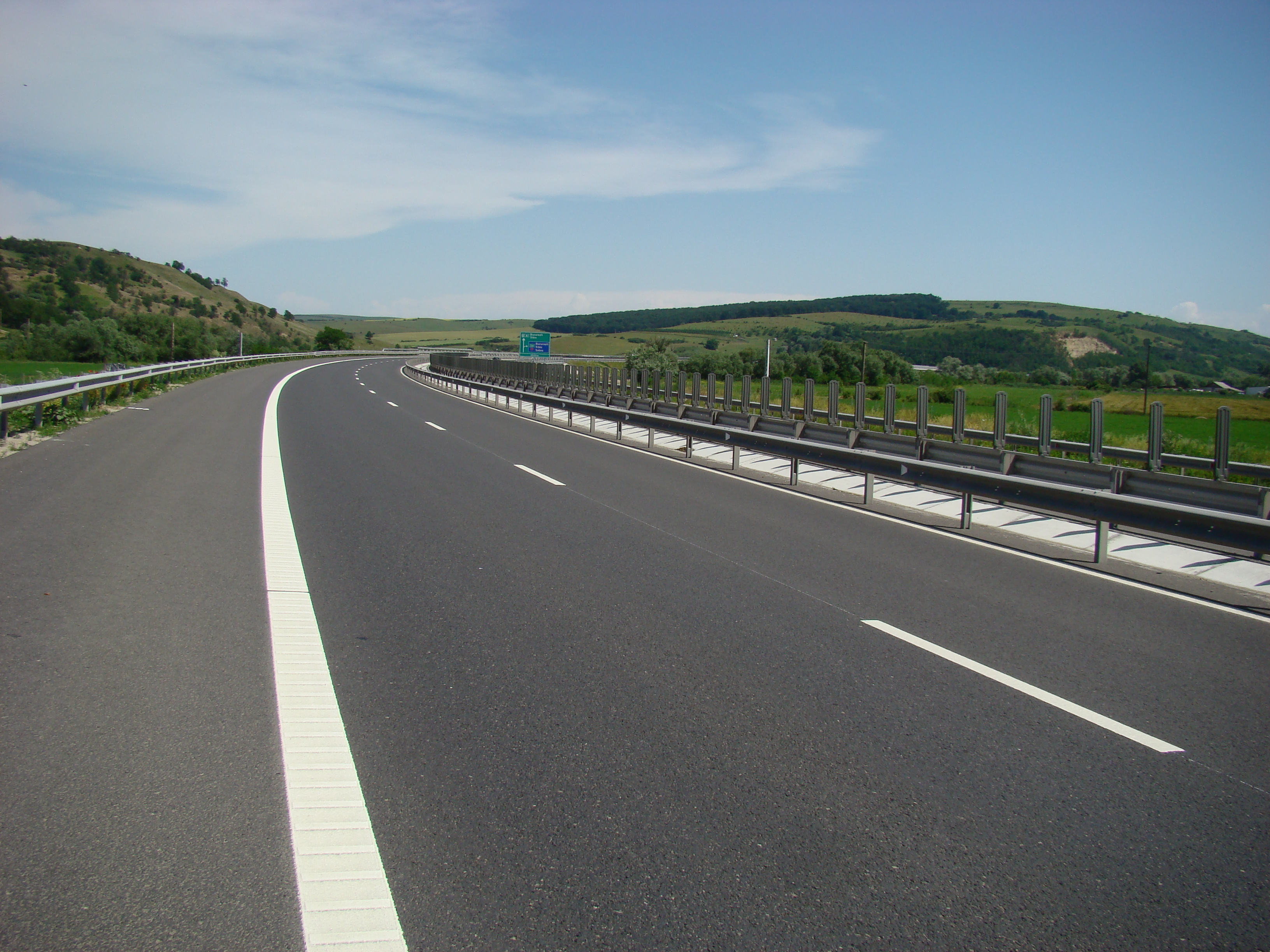
Autostrada A1, sectorul Cunța-Sebeș

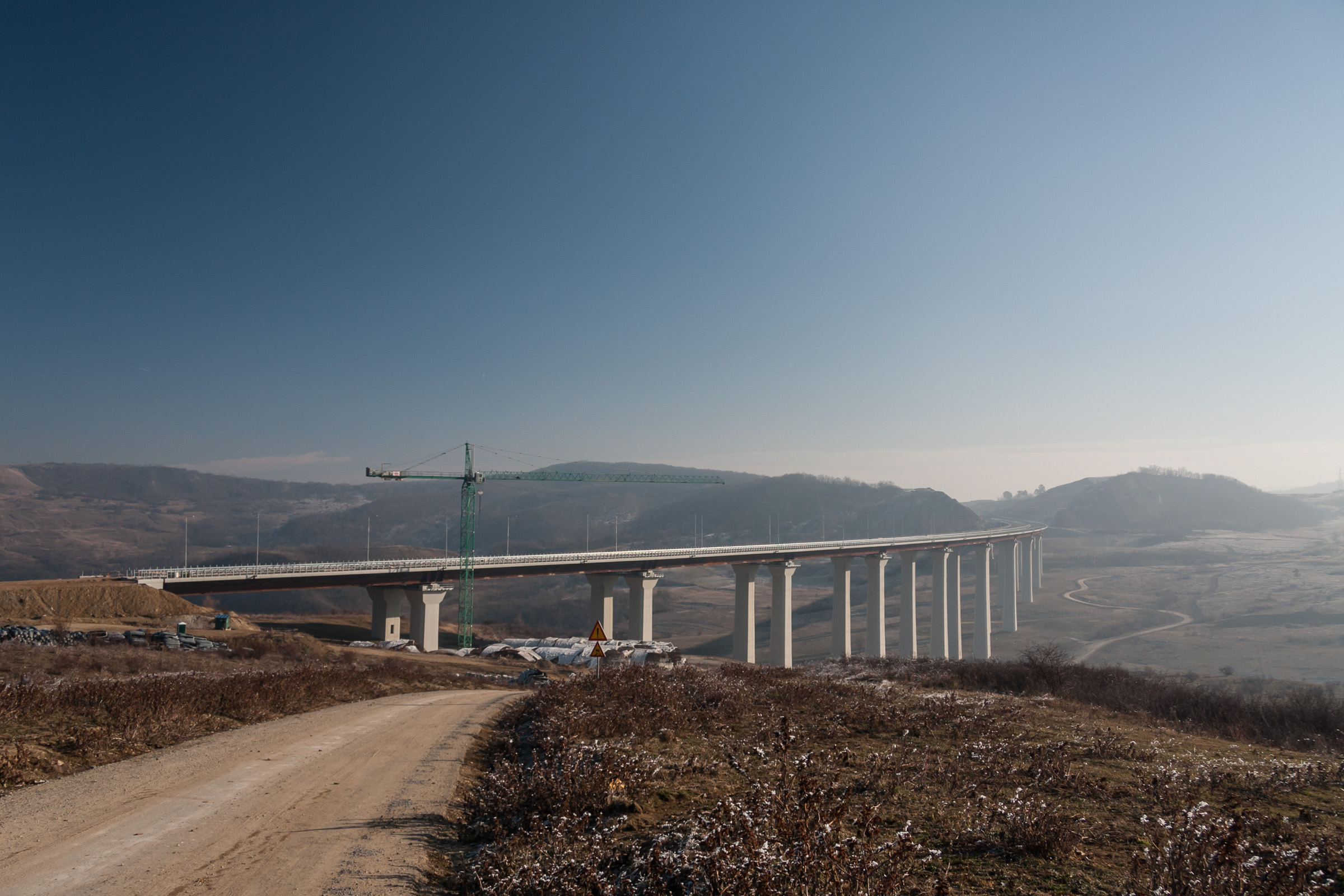
Viaductul Aciliu în construcție (decembrie 2013)

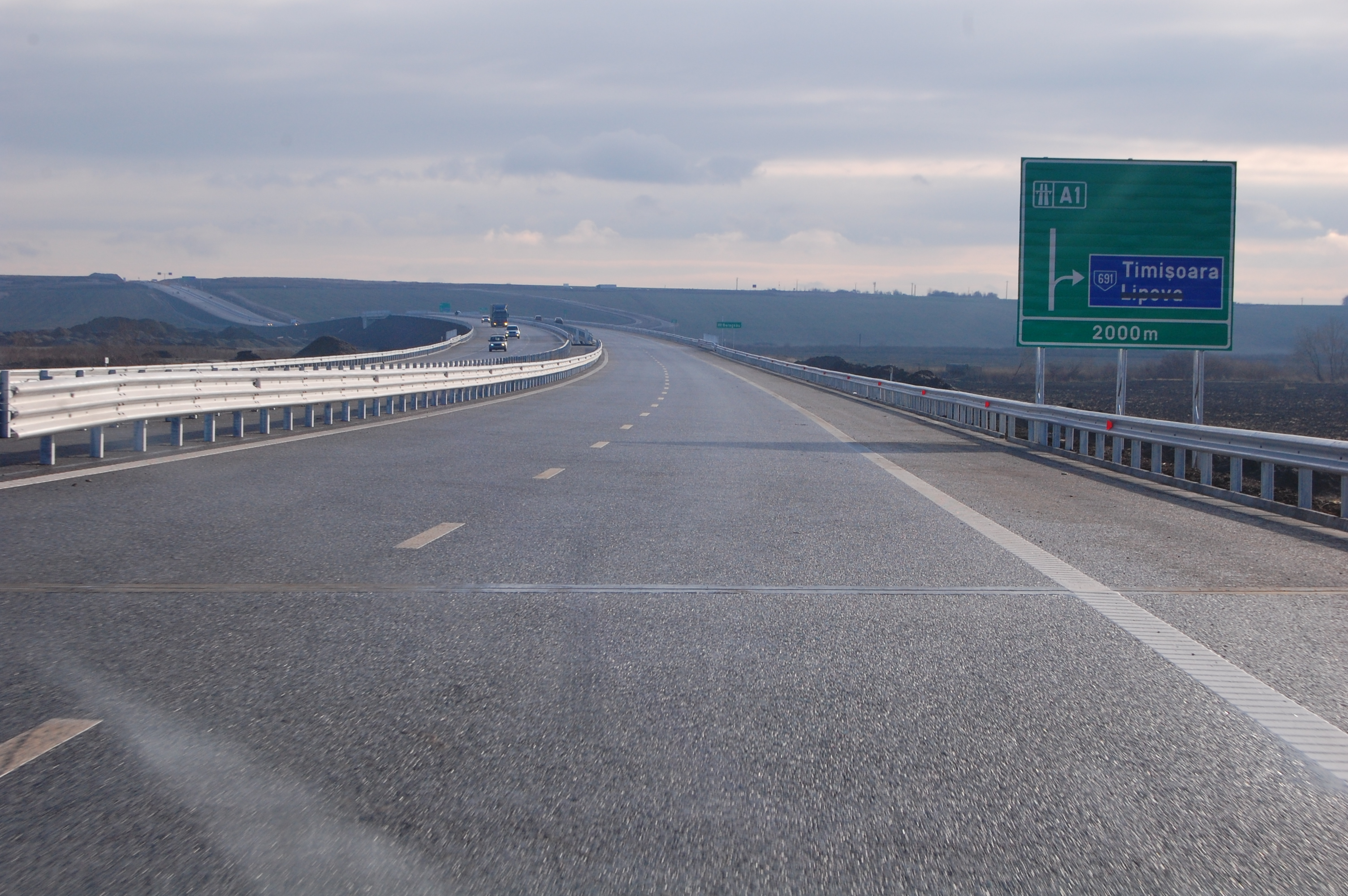
Autostrada A1 lângă Timișoara

### București–Pitești
Tronsonul București–Pitești a fost prima autostradă din România, cei 96 de kilometri, care leagă cele două orașe, fiind construiți în perioada 1967-1972. În 1997–2000, autostrada a fost reabilitată, adăugându-i-se, în 2007, un nou tronson, în lungime de 13,6 km, care ocolește Piteștiul pe la est. De asemenea, în 2008, în zona Bascov, s-a realizat un pasaj subteran cu o bandă pe sens, prin care DN7 subtraversează DN7C, ce face legătura între Pitești și Curtea de Argeș, eliminându-se astfel, ambuteiajele de la această intersecție, care uneori se întindeau până la autostradă.

### Tronsonul Pitești–Sibiu
Tronsonul dintre Pitești și Sibiu a fost împărțit în 5 loturi, primul dintre ele, 13 km între Boița și centura Sibiului, fiind inaugurat pe 19 decembrie 2022.

### Centura Sibiului
Autostrada de 17,5 km, ce înconjoară Sibiul pe la nord și est, între Șelimbăr și Șura Mică, împreună cu un alt drum de legătură de 3,3 km, a fost inaugurată la 1 decembrie 2010.

### Tronsonul Sibiu–Orăștie
La mijlocul lunii noiembrie 2011 a fost demarat șantierul pentru construcția tronsonului de autostradă dintre Orăștie și Sibiu, în lungime de aproape 82 km. Acest segment a fost împărțit în patru loturi, lucrul începând inițial pe primele două dintre acestea, în lungime de aproape 44 km. Primul lot, Orăștie–Sebeș, a fost atribuit firmei Strabag, iar cel de-al doilea lot, Sebeș–Cunța, a fost atribuit asocierii Straco Grup – Studio Corona Civil Engineering.
În decembrie 2013 s-au încheiat lucrările pe porțiunea dintre Cunța și Orăștie, cuprinzând centura orașului Sebeș, un nod rutier major ce nu putea fi ocolit și care era grav afectat de ambuteiaje și alte probleme asociate circulației traficului greu prin oraș. Tot atunci, centura Sibiului a fost prelungită până la orașul Săliște, mai rămânând în lucru porțiunea dintre Săliște și Cunța, care a întârziat din cauza alunecărilor de teren în zona unde s-a realizat un viaduct. Soluția a eșuat și, în toamna lui 2014, deși guvernul anunța insistent termenul de deschidere în luna noiembrie a aceluiași an, lucrările erau abandonate. Pe ultima sută de metri, lucrările au fost reluate și tronsonul a fost inaugurat la 14 noiembrie 2014, deși standardele sale de siguranță erau puse sub semnul întrebării. Într-adevăr, în anul următor recepția lucrărilor nu a fost făcută, tronsonul având încă statut de șantier; spre toamnă, alunecări de teren de suprafață au început să distrugă autostrada, iar în septembrie tronsonul a fost complet închis pentru reconstrucția completă a unei porțiuni de 300 m, infiltrată cu apă. Deși inițial autoritățile au anunțat că închiderea va fi doar pe o perioadă de circa o lună și jumătate, în decembrie ea nu fusese redeschisă, iar estimările CNADNR erau că redeschiderea va avea loc în iunie 2016.
La sfârșitul lui 2015, guvernul s-a schimbat și în primăvara următoare șeful Companiei Naționale de Autostrăzi și Drumuri Naționale (CNADNR) a fost înlocuit. Noul manager a constatat că procedurile de licitare a refacerii celor 300 m de autostradă ar dura prea mult și ar risca să prelungească foarte mult perioada de închidere. Soluția sa a fost reconstrucția autostrăzii în regie proprie de către CNADNR, și a demarat procedurile de achiziție a unor utilaje și materiale de construcție în paralel cu proiectarea unei soluții tehnice. Soluția tehnică aleasă presupune realizarea a șase tranșee drenante, transversal pe ampriza autostrăzii, patru de 65 m și două de 285 m lungime, adâncimea lor ajungând până la stratul stabil de marne, unde nu au loc alunecări de teren. Aceste tranșee se umplu cu piatră spartă, ce ar permite atât scurgerea apei din corpul autostrăzii, cât și asanarea unor mlaștini din apropiere, iar peste ele se așterne un strat de piatră spartă, apoi se realizează rambleul din balast și balast stabilizat, peste care se toarnă cele trei straturi de asfalt — stratul de bază, cel de legătură și cel de uzură. Termenul asumat de redeschidere a autostrăzii era sfârșitul lunii septembrie, iar lucrările propriu-zise au început la jumătatea lui august. La începutul lui septembrie, tranșeele drenante fuseseră executate și umplute cu piatră spartă, rămânând să se execute corpul autostrăzii. Tronsonul a fost redeschis pe 10 octombrie 2016.

### Tronsonul Orăștie–Deva
Construcția tronsonului Deva–Orăștie a fost realizată de compania Strabag împreună cu câteva firme asociate, costurile totale fiind estimate la 200 de milioane de euro. Licitația pentru realizarea proiectului a fost câștigată la data de 2 septembrie 2010, după contestarea la CNSC. Lucrările au demarat la 9 aprilie 2011, iar pe 21 decembrie 2012 a fost dată în folosință secțiunea Deva–Simeria. În data de 30 mai 2013, a fost deschis circulației și restul tronsonului, respectiv secțiunea Simeria–Orăștie.

### Lângă centura Lugojului și nodul cu A6
Prima porțiune din A1 deschisă traficului în decembrie 2013 este una de 17,4 km între Traian Vuia și Belinț, porțiune continuată apoi cu autostrada A6. Deși la acea dată mai erau gata alți 10 km, aceștia nu au putut fi dați în folosință deoarece contestările în instanță au amânat începutul lucrărilor la nodul rutier de la capătul acestora, nod ce face parte din lotul al doilea al tronsonului Timișoara-Lugoj.  O extensie spre est, ocolind orașul Făget până la Margina, a fost deschisă în martie 2017.

### Tronsonul Lugoj–Timișoara
Prima porțiune din tronsonul Timișoara–Lugoj, de 10 km, a fost realizată de firma Spedition UMB, fiind deschisă în luna octombrie 2012.
Cel de-al doilea sector al tronsonului Timișoara–Lugoj, de 25 km, a fost atribuit asocierii Tirrena Scavi – Condotte d’Acqua – Cossi Costruzioni, dar decizia a fost contestată la Consiliul Național de Soluționare a Contestațiilor, iar execuția tronsonului a fost scoasă din nou la licitație în luna august 2012. Tronsonul Lugoj–Dumbrava a fost atribuit de asemenea către asocierea italiană Tirrena Scavi – Condotte d'Acqua – Cossi Construzioni, iar acesta include și un segment de legătură la standard de autostradă cu orașul Lugoj, care începe din dreptul localității Balinț. În decembrie 2015 a fost dat în folosință, ocazie cu care a devenit accesibilă și porțiunea restantă de 10 km din primul lot al autostrăzii Deva-Lugoj.

### Tronsonul Timișoara–Arad

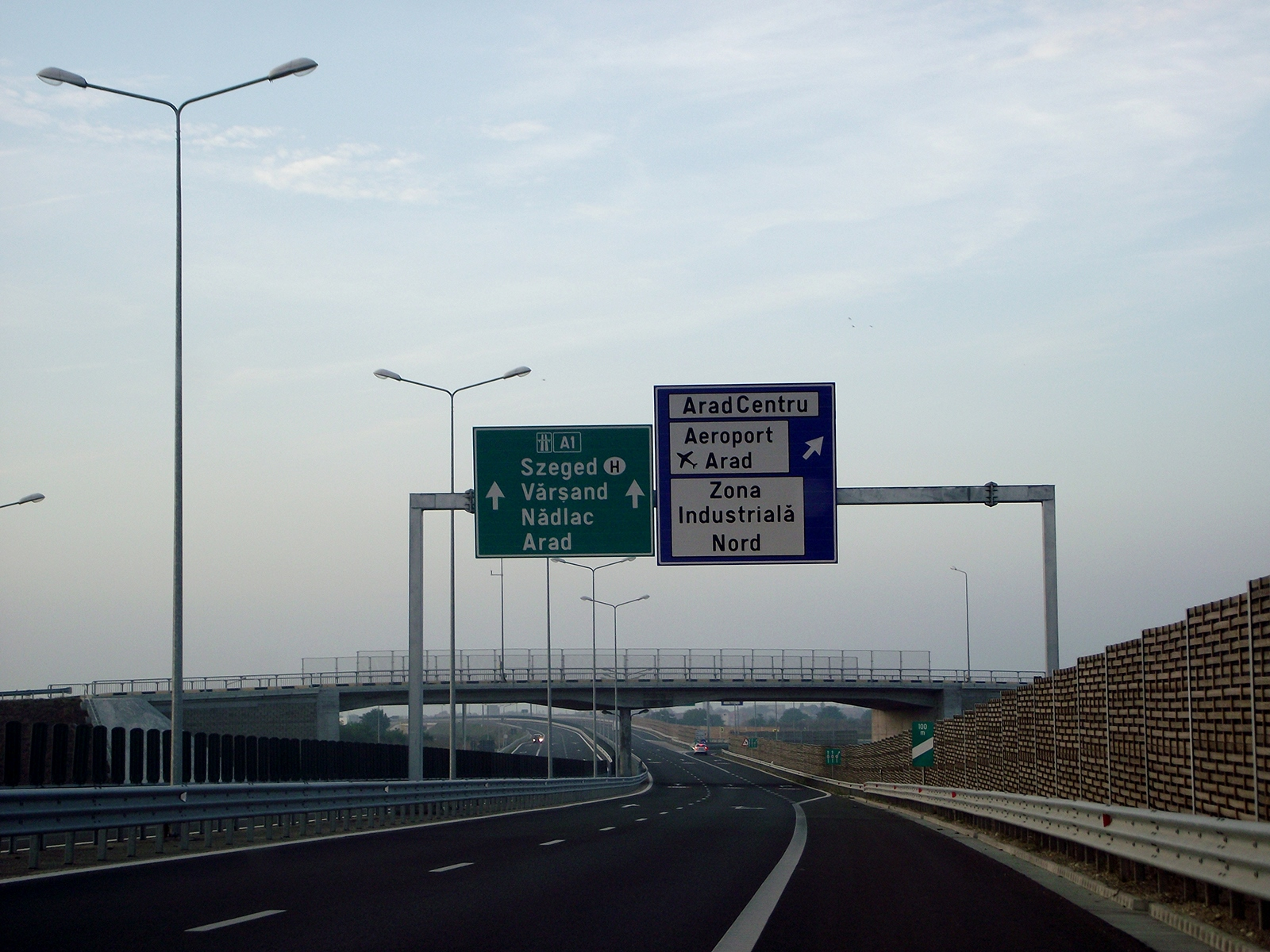
Autostrada A1 lângă Arad - Nodul Aeroport Arad

Lucrările la tronsonul de 32 km Timișoara–Arad au demarat în anul 2009, fiind încredințate firmelor Astaldi și FCC Construccion, și a fost dat în folosință la 17 decembrie 2011. Varianta de ocolire a municipiului Arad, între intersecția cu DN69 și cea cu DN7, a fost inițial disponibilă doar pe un singur fir, și a fost ulterior finalizată în 6 iunie 2012. Porțiunea de 9,5 km, de la Giarmata la Izvin, care face legătura cu DN6 și care urmează să fie prelungită spre Lugoj, a fost deschisă circulației la 23 octombrie 2012, cu 6 luni înainte de termen.

### Tronsonul Nădlac–Arad
În toamna lui 2010 au fost scoase la licitație și proiectele de execuție a tronsoanelor Nădlac–Arad, Timișoara–Lugoj și Lugoj–Dumbrava, câștigătorii licitațiilor de atribuire fiind anunțați public în aprilie 2011. Astfel, lotul întâi din sectorul Nădlac–Arad urma sa fie executat de firma Romstrade, iar lotul al doilea de compania austriacă Alpine Bau.
În 2013 însă Alpine Bau a dat faliment când lucrările erau terminate în proporție de 85%, iar lucrările a trebuit să fie reatribuite, licitația întârziind însă până spre sfârșitul lui 2014. În același timp, la firma ce executa primul tronson au fost găsite unele nereguli ce au dus la urmărirea penală a patronului ei, suspectat de deturnare de fonduri, iar contractul a fost reziliat la un moment în care stadiul lucrărilor nu depășea 20%. La noua licitație, compania câștigătoare a fost asocierea Astaldi-Max Bogl, care a lucrat în ritm susținut, făcând ca perspectiva deschiderii în ianuarie 2015 să înceapă să pară realistă, deși aceasta depindea pe de o parte de lucrările la autostrada M43 din Ungaria cu care tronsonul trebuie să se conecteze la vest, și pe de altă parte de lucrările la tronsonul al doilea din care face parte nodul rutier de la Pecica și care au fost atribuite aceleiași asocieri în septembrie 2014. În cele din urmă, lucrările au fost finalizate în luna iunie 2015, iar în luna următoare segmentul a fost dat în folosință odată cu autostrada maghiară M43, cu care s-a conectat.

## Ramificații
O scurtă ramificație a autostrăzii A1 există lângă Arad, unde aceasta se leagă spre nord de DN7, traversând o cale ferată și completând sfertul de centură a orașului deservit de autostrada A1. Acel scurt segment este etichetat ca autostrada A11.

## Tronsoanele în lucru sau în stadiu de proiect

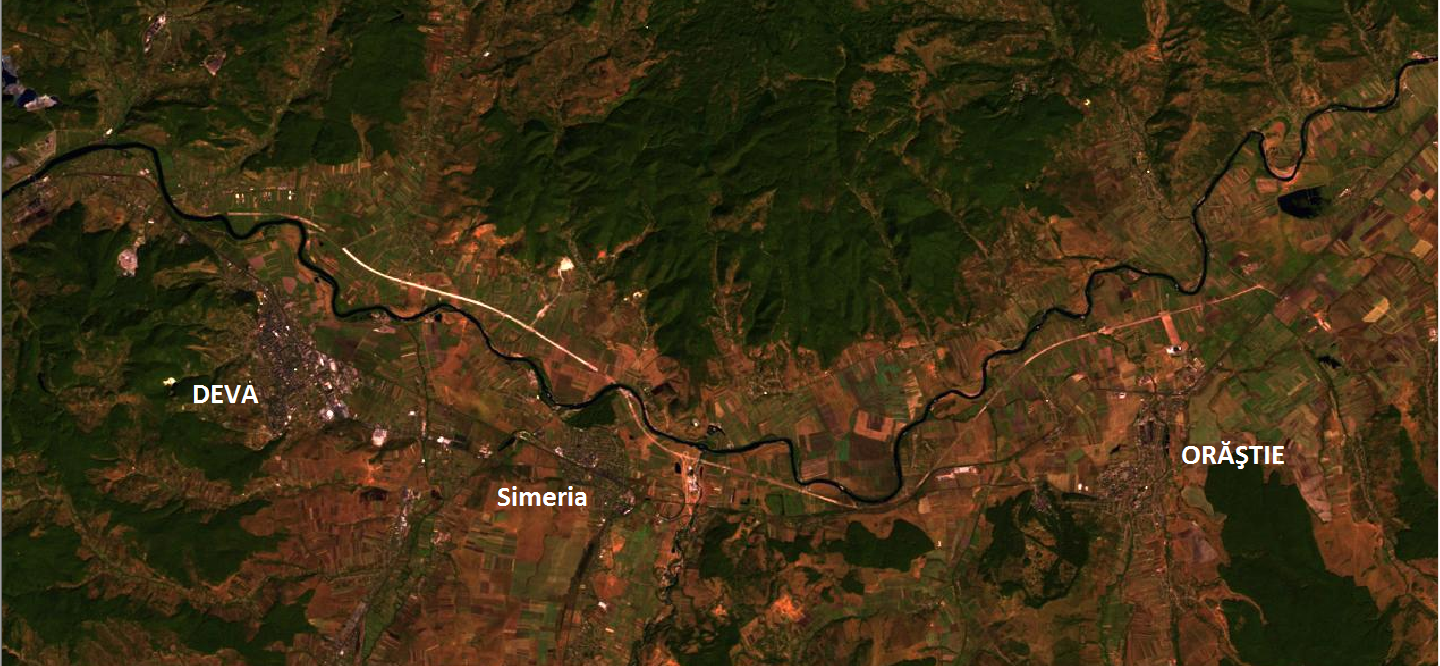
Sectorul Orăștie–Deva al autostrăzii A1 în construcție. Imagine satelitară din 21 septembrie 2011.

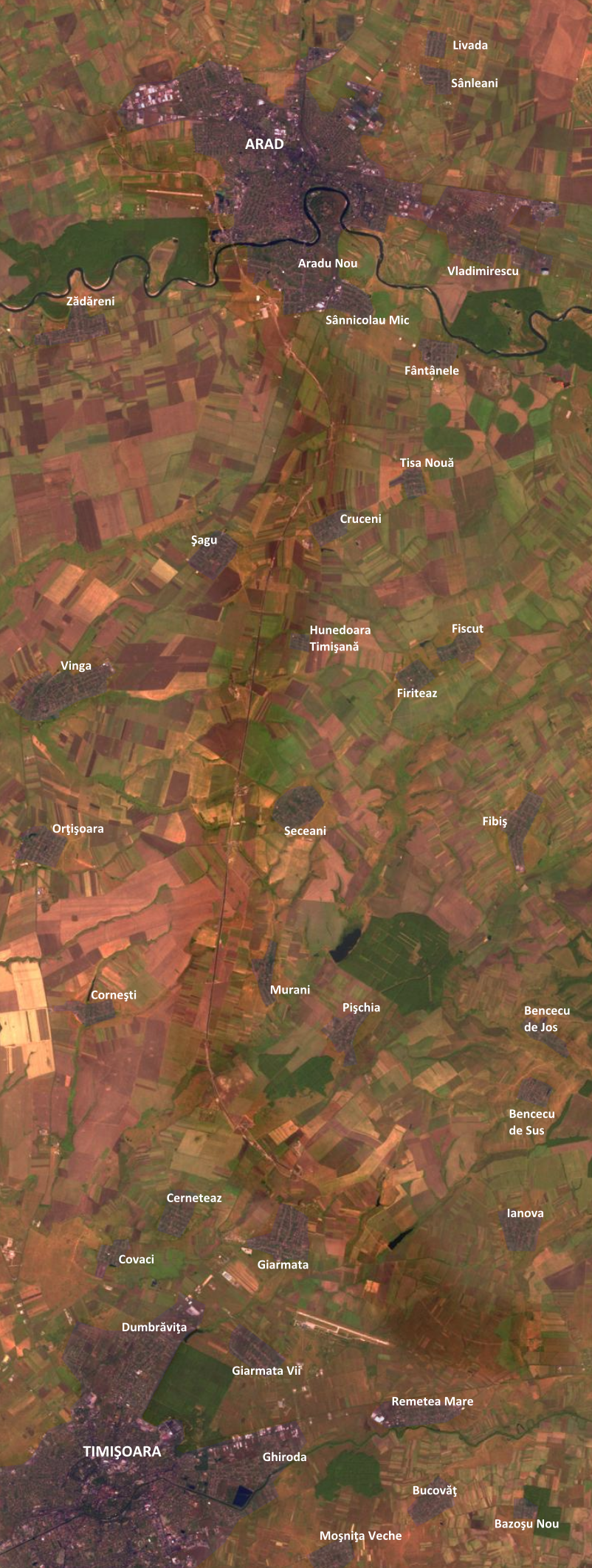
Sectorul Timișoara–Arad al autostrăzii A1. Imagine satelitară din 21 septembrie 2011.

Sunt proiecte de extindere a autostrăzii de la Pitești la Budapesta în Ungaria, via Curtea de Argeș, Sibiu, Deva, Timișoara, Arad și Nădlac (la granița româno-ungară), pe traseul Coridorului IV pan-european. La capătul ei vestic, A1 se conectează cu autostrada M43, care este o ramificație a autostrăzii M5 din Ungaria. Această secțiune de autostradă maghiară a fost inaugurată în iulie 2015.
Aceste proiecte au fost aprobate de Uniunea Europeană, 85% din costuri fiind finanțate de către UE, prin Programul Operațional Sectorial Transport.

### Tronsonul Lugoj–Deva
Tronsoanele al doilea, al treilea și al patrulea din autostrada Lugoj–Deva au fost scoase la licitație în luna august 2012, iar câștigătorii licitației au fost anunțați în luna mai 2013. Se estima în 2012 de către oficialii Ministerului Transporturilor că aceste tronsoane vor fi finalizate și că se va putea circula pe autostradă de la Sibiu la Nădlac din vara anului 2016. În realitate, au apărut numeroase alte probleme. Lucrările au început fără autorizație de construcție, iar după 2015 Inspectoratul de Stat în Construcții nu a mai permis realizarea lor în aceste condiții. Autorizația de construcție depindea de un acord de mediu, care nu exista pe unele porțiuni. Astfel, s-a constatat că, pentru a minimiza impactul asupra faunei din Munții Poiana Ruscă, este necesară realizarea a trei ecoducte pe lotul al doilea al autostrăzii. Aceasta a dus la relicitarea unei părți din acel tronson, întrucât costurile de execuție au crescut mult față de proiectul inițial. O altă problemă de mediu a fost apariția sporadică a unei specii protejate de lilieci. Astfel, în iulie 2016, lucrările erau în mare parte blocate, ele desfășurându-se doar pe cele câteva porțiuni pe care exista autorizație de construire — lotul 2 doar între Traian Vuia și Margina, lotul 3 și jumătate din lotul 4. Lucrările la primul dintre acestea s-au terminat la sfârșitul lui 2016, deschiderea lui pentru circulație amânându-se din motive birocratice până la 6 martie anul următor. Pe 14 august 2019 s-a dat în folosință un segment lung de 22 de kilometri situat între Șoimuș și Ilia, iar pe 23 decembrie, același an, a fost deschis circulației publice un alt segment de 21 de kilometri, între nodul Ilia și nodul Holdea.

### Tronsonul Sibiu–Pitești
| Tronson                 | Lungime | Antreprenor | Fază     | Statut    |
| ----------------------- | ------- | ----------- | -------- | --------- |
| Pitești–Curtea de Argeș |         | Webuild     | Execuție | finalizat |
| Curtea de Argeș–Tigveni |         | PORR        | Execuție | în lucru  |
| Tigveni–Cornet          |         | Webuild     | Execuție | în lucru  |
| Cornet–Boița            |         | Mapa&Cengiz | Execuție | în lucru  |
| Boița–Mohu              |         | PORR        | Execuție | finalizat |

Tronsonul Sibiu–Pitești urma a fi realizat prin parteneriat public-privat în perioada guvernelor conduse de Emil Boc, dar guvernul Mihai Răzvan Ungureanu a hotărât ca acesta să fie inclus în Programul Operațional Sectorial de Transport 2014–2020, primind astfel potențial finanțare din partea Uniunii Europene. În cele din urmă, guvernul Ponta a licitat și a atribuit execuția studiilor de fezabilitate pentru acest tronson și în 2015 ele au fost transmise la consultantul JASPERS, care însă a constatat că acestea sunt de slabă calitate și că nu permit o confirmare clară a procesului de selecție a traseului. Contractanții studiilor de fezabilitate au preluat pentru refacere studiile de fezabilitate pentru tronsoanele Sibiu–Boița și Curtea de Argeș–Bascov, iar în iulie 2016, care era termenul de predare, încă nu terminaseră, studiul pentru întreg tronsonul fiind așteptat abia în primăvara lui 2017.
Cum un studiu de calitate nu putea fi realizat în condițiile respectivului contract, acesta a fost reziliat în august 2017. La acea dată, fuseseră livrate doar studiile de fezabilitate pentru porțiunile de la capetele dinspre Sibiu și Pitești. Secțiunile din capete (Sibiu–Boița și Pitești–Curtea de Argeș) au fost astfel scoase la licitație în vara lui 2017. Primul tronson(lotul 1 - Sibiu - Boița) a fost atribuit firmei Porr, care a început lucrările în teren în 2019. iar al doilea(lotul 5 - Curtea de Argeș - Pitești) firmei WeBuild (succesoarea lui Astaldi după fuziunea acesteia cu Salini), care a început activitatea de proiectare în 2020. La finalul anului 2022 lotul 1 (Sibiu-Boita) a fost dat în circulație, iar în 2024 și WeBuild a livrat prima parte (Pitești-Mănicești) a tronsonului până la Curtea de Argeș.

## Controverse
În 1997 consorțiul italian Federici Astaldi Todini Italia (FAT) a câștigat licitația pentru reabilitatea integrală a autostrăzii, angajându-se să termine lucrarea în 22 de luni, pentru aproximativ 27 de milioane de euro. Autostrada a fost inaugurată în octombrie 2000, iar la finalul lucrărilor, Compania Națională de Autostrăzi și Drumuri Naționale (CNADNR) a plătit de cinci ori mai mult. Lucrarea a avut un termen de garanție de numai 12 luni, iar ulterior au apărut numeroase defecțiuni la nivelul stratului de rulare.
În anul 2003 Ministerul Transporturilor a mai cheltuit nouă milioane de euro pentru reparații.
O nouă reparație a avut loc în 2006, când licitația a fost câștigată de grupul de firme Euroconstruct Trading 98 – PA & CO International – Search Corporation, la un preț de 30 milioane euro, de două ori mai mare decât cel oferit de firma austriacă Alpine Mayderer. Ulterior, reparația pe o bună porțiune din autostradă a fost pusă la îndoială, imediat după ce aceasta a fost dată în folosință.

## Listă ieșiri
| Ieșiri și construcții (Nord)         |        |                                                                            |              |                                                    |
| București – Curtea de Argeș (140 km) |        |                                                                            |              |                                                    |
| Motorway                             | km 10  | Bulevardul Iuliu Maniu București                                           |              |                                                    |
| Exit                                 | km 11  | Centura București                                                          | CB           | deschis 1972                                       |
| Exit                                 | km 13  | Ciorogârla                                                                 | DJ601        | deschis 1972                                       |
| Interchange                          | km 18  | Ploiești / Constanta                                                       |              | deschis 2025                                       |
| Exit                                 | km 22  | Bolintin Deal                                                              |              | deschis 1972                                       |
| Service area                         | km 30  | Lukoil, Motel, Restaurant                                                  |              |                                                    |
| Exit                                 | km 30  | Bolintin Vale                                                              | DJ401A       | deschis 1972                                       |
| Bridge                               | km 35  | Râul Argeș                                                                 |              |                                                    |
| Service area                         | km 36  | Petrom, Restaurant, Parking                                                |              |                                                    |
| Service area                         | km 42  | Lukoil                                                                     |              | doar nord                                          |
| Exit                                 | km 44  | Vânătorii Mici                                                             | DC162        | deschis 1972                                       |
| Service area                         | km 49  | OMV / MOL                                                                  |              |                                                    |
| Exit                                 | km 49  | Corbii Mari                                                                | DJ711A       |                                                    |
| Service area                         | km 56  | Restaurant                                                                 |              | doar nord                                          |
| Service area                         | km 59  | Gazprom                                                                    |              | deschis 2013                                       |
| Exit                                 | km 63  | Olteni                                                                     | DC75         |                                                    |
| Exit                                 | km 70  | Găești                                                                     | DN61         | deschis 1972                                       |
| Exit                                 | km 73  | Ionești                                                                    | DJ702F       | intrare nord, ieșire sud                           |
| Service area                         | km 80  | MOL, Motel, Restaurant, Parcare                                            |              |                                                    |
| Exit                                 | km 86  | Teiu                                                                       | DJ702A       | deschis 1972                                       |
| Service area                         | km 94  | Petrom, Motel, Restaurant                                                  |              |                                                    |
| Exit                                 | km 94  | Căteasca                                                                   | DJ703B       | deschis 1972                                       |
| Exit                                 | km 97  | Cireșu                                                                     | DC105        |                                                    |
| Exit                                 | km 102 | Oarja                                                                      | DJ503        | deschis 1972                                       |
| Interchange                          | km 103 | Colonesti / Slatina, Craiova                                               |              | deschis 2025                                       |
| Exit                                 | km 106 | Pitești Sud / Slatina, Craiova                                             | DN65B · DN65 | deschis 1972, reabilitat 2007 ca ieșire            |
| Service area                         | km 109 | Parcare                                                                    |              |                                                    |
| Bridge                               | km 110 | Râul Argeș                                                                 |              |                                                    |
| Exit                                 | km 115 | Pitești Est / Mioveni, Câmpulung, București                                | DN7 · DN73   | deschis 2007                                       |
| Exit                                 | km 120 | Pitești Nord / Curtea de Argeș, Râmnicu Vâlcea                             | DN7 · DN7C   | deschis 2007                                       |
| Exit                                 | km 133 | Cârțișoara / Bâlea Lac, Bascov                                             | DN7C         | deschis 2024                                       |
| Exit                                 | km 148 | Curtea de Argeș                                                            |              | deschis 2025                                       |
| Boița - Holdea (188km)               |        |                                                                            |              |                                                    |
| Motorway                             | km 225 | Boița                                                                      | DN7          | deschis 2022                                       |
| Service area                         | km 230 | Parcare                                                                    |              | deschis 2022                                       |
| Exit                                 | km 238 | Sibiu Sud / Tălmaciu                                                       | DN1 · DN7    | deschis 2010 reconfigurat decembrie 2022 ca ieșire |
| Exit                                 | km 242 | Sibiu Est / Agnita                                                         | DJ106        | deschis 2010                                       |
| Exit                                 | km 243 | Sibiu Centru                                                               |              | deschis 2010                                       |
| Exit                                 | km 247 | Sibiu Nord / Mediaș                                                        | DN14         | deschis 2010                                       |
| Exit                                 | km 253 | Sibiu Vest, Aeroportul Sibiu / Sebeș, Ocna Sibiului                        | DN1T         | deschis 2010, reabilitat 2013 ca ieșire            |
| Service area                         | km 316 | Parcare                                                                    |              |                                                    |
| Exit                                 | km 264 | Tunelul Săcel                                                              |              | deschis 2013                                       |
| Exit                                 | km 269 | Săliște / Transalpina                                                      | DC67         | deschis 2013                                       |
| Bridge                               | km 272 | Viaduct Aciliu                                                             |              | deschis 2014                                       |
| Exit                                 | km 279 | Apoldu de Jos                                                              | DJ143B       | deschis 2014                                       |
| Exit                                 | km 291 | Cunța                                                                      | DJ141D       | deschis 2013                                       |
| Exit                                 | km 304 | Sebeș Est                                                                  | DN1          | deschis 2013                                       |
| Interchange                          | km 307 | Alba Iulia / Teiuș, Turda                                                  |              | deschis 2021                                       |
| Exit                                 | km 309 | Sebeș Nord / Alba Iulia                                                    | DN1          | deschis 2013                                       |
| Exit                                 | km 312 | Sebeș Vest                                                                 | DN7          | deschis 2013                                       |
| Exit                                 | km 335 | Orăștie                                                                    | DN7          | deschis 2013                                       |
| Service area                         | km 340 | Parcare                                                                    |              | deschis 2013                                       |
| Exit                                 | km 354 | Simeria, Călan                                                             | DN7 · DN66   | deschis 2012                                       |
| Bridge                               | km 355 | Râul Mureș                                                                 |              | deschis 2012                                       |
| Exit                                 | km 368 | Deva / Șoimuș                                                              | DN7 · DN76   | deschis 2012                                       |
| Service area                         | km 389 | Parcare                                                                    |              | deschis 2019                                       |
| Exit                                 | km 391 | Ilia                                                                       | DN7          | deschis 2019                                       |
| Exit                                 | km 402 | Dobra (U-turn)                                                             | DN68A        | deschis 2019                                       |
| Service area                         | km 409 | Parcare                                                                    |              | deschis 2019                                       |
| Exit                                 | km 411 | Holdea                                                                     | DN68A        | deschis 2019                                       |
| Margina – Nădlac (158km)             |        |                                                                            |              |                                                    |
| Motorway                             | km 426 | Margina                                                                    | DN68A        | deschis 2017                                       |
| Exit                                 | km 441 | Traian Vuia                                                                | DN68A        | deschis 2013                                       |
| Service area                         | km 447 | Mol, Parcare                                                               |              | deschis 2022                                       |
| Interchange                          | km 459 | Lugoj                                                                      | A6           | deschis 2013                                       |
| Service area                         | km 472 | Parcare                                                                    |              |                                                    |
| Exit                                 | km 475 | Topolovățu Mare, Buziaș                                                    | DJ572        | deschis 2015                                       |
| Service area                         | km 480 | Parcare                                                                    |              |                                                    |
| Exit                                 | km 494 | Timișoara Est, Aeroport Timișoara / Lugoj                                  | DN6          | deschis 2012                                       |
| Service area                         | km 500 | Parcare                                                                    |              | deschis 2012                                       |
| Exit                                 | km 503 | Timișoara Nord / Lipova                                                    | DJ691        | deschis 2011                                       |
| Exit                                 | km 516 | Orțișoara / Seceani                                                        | DJ693        | deschis 2013                                       |
| Service area                         | km 530 | Parcare                                                                    |              | deschis 2013                                       |
| Exit                                 | km 536 | Arad Sud                                                                   | DN69         | deschis 2011                                       |
| Exit                                 | km 538 | Arad Sud / Zădăreni, Sânnicolau Mare                                       | DJ682        | deschis 2012                                       |
| Bridge                               | km 540 | Râul Mureș                                                                 |              | deschis 2011                                       |
| Exit                                 | km 542 | Aeroportul Arad                                                            | DJ682F       | deschis 2012                                       |
| Interchange                          | km 545 | Arad Vest, Oradea                                                          | A11          | deschis 2011                                       |
| Exit                                 | km 556 | Pecica                                                                     | DN7          | deschis 2014                                       |
| Service area                         | km 559 | Parcare                                                                    |              |                                                    |
| Exit                                 | km 582 | Nădlac                                                                     | DN7G         | deschis 2014                                       |
| Service area                         | km 584 | Parcare                                                                    |              |                                                    |
|                                      | km 586 | Punct de Trecere a frontierei Nădlac II / Csanádpalota către M43 (Ungaria) |              | deschis 2015                                       |